# Pietro Barsime
Pietro Barsime (fl. VI secolo) è stato un politico bizantino.
Fu prefetto del pretorio d'Oriente per due volte ai tempi di Giustiniano.

## Biografia
Procopio (Storia segreta) ci dà un ritratto negativo di Barsime, dicendo che prima di diventare prefetto del pretorio era un banchiere disonesto di origini siriache. Secondo Procopio fu soprannominato Barsime perché:
(Procopio, Storia Segreta, traduzione di Compagnoni.)
Intorno al 540 venne nominato comes sacrarum largitionum (i.e. ministro del tesoro). Diventato prefetto del pretorio d'Oriente nel 543, il prefetto ricevette l'ordine da Giustiniano di mantenere attivo il bilancio statale, a rischio di crollo a causa della peste che causò un calo netto delle entrate. I modi che Pietro Barsime utilizzò per raggiungere questo scopo lo resero però impopolare tra la gente e vengono condannati da Procopio che li riporta:
- smise di pagare i soldati di frontiera
- riprese la compravendita delle cariche
- vendette il frumento di qualità scadente presente a Costantinopoli alle popolazioni delle città dell'Oriente obbligandole a comprarlo a un prezzo più alto che se fosse stato di ottima qualità. A dire di Procopio gli abitanti avrebbero trovato il pane comprato talmente immangiabile al punto da arrivare a gettarlo in mare e nelle fogne. Quello di buona qualità a Costantinopoli lo vendette invece al doppio del suo valore nelle città afflitte dalla carestia.
- costrinse gli abitanti di Bitinia, Tracia e Frigia a portare essi stessi a Costantinopoli il grano che aveva acquistato da loro in tempi di carestia

Il malcontento che causò nella capitale sia tra la popolazione sia tra i soldati non pagati stava per spingere Giustiniano a destituirlo ma a causa della protezione di Teodora mantenne la carica fino al 546, e poco dopo (547) per intercessione di Teodora divenne Conte delle Sacre Elargizioni. Procopio, a lui ostile, riporta altre sue iniquità:
- faceva pagare alla popolazione forti tasse di cui dava a Giustiniano solo una piccola parte, mentre il resto delle entrate per tasse se lo teneva per sé, arricchendosi alle spese dei sudditi
- fece dei tagli sulle pensioni.
- stabilì un monopolio sul commercio della seta, speculando su di esso e arricchendosi

Non si sa fino a che anno mantenne questa carica. Di certo era ancora in carica nel 550, quando Procopio concluse la sua Storia Segreta, e potrebbe essere rimasto in carica fino al 555, quando fu eletto Prefetto del Pretorio d'Oriente per la seconda volta. La detenne fino al maggio 562.
Gli venne dedicata una statua dorata e costruì un palazzo a Costantinopoli, che l'Imperatore Maurizio diede in dono a sua sorella. Secondo Procopio proteggeva i Manichei.